# Heinrich-Schmitz-Platz

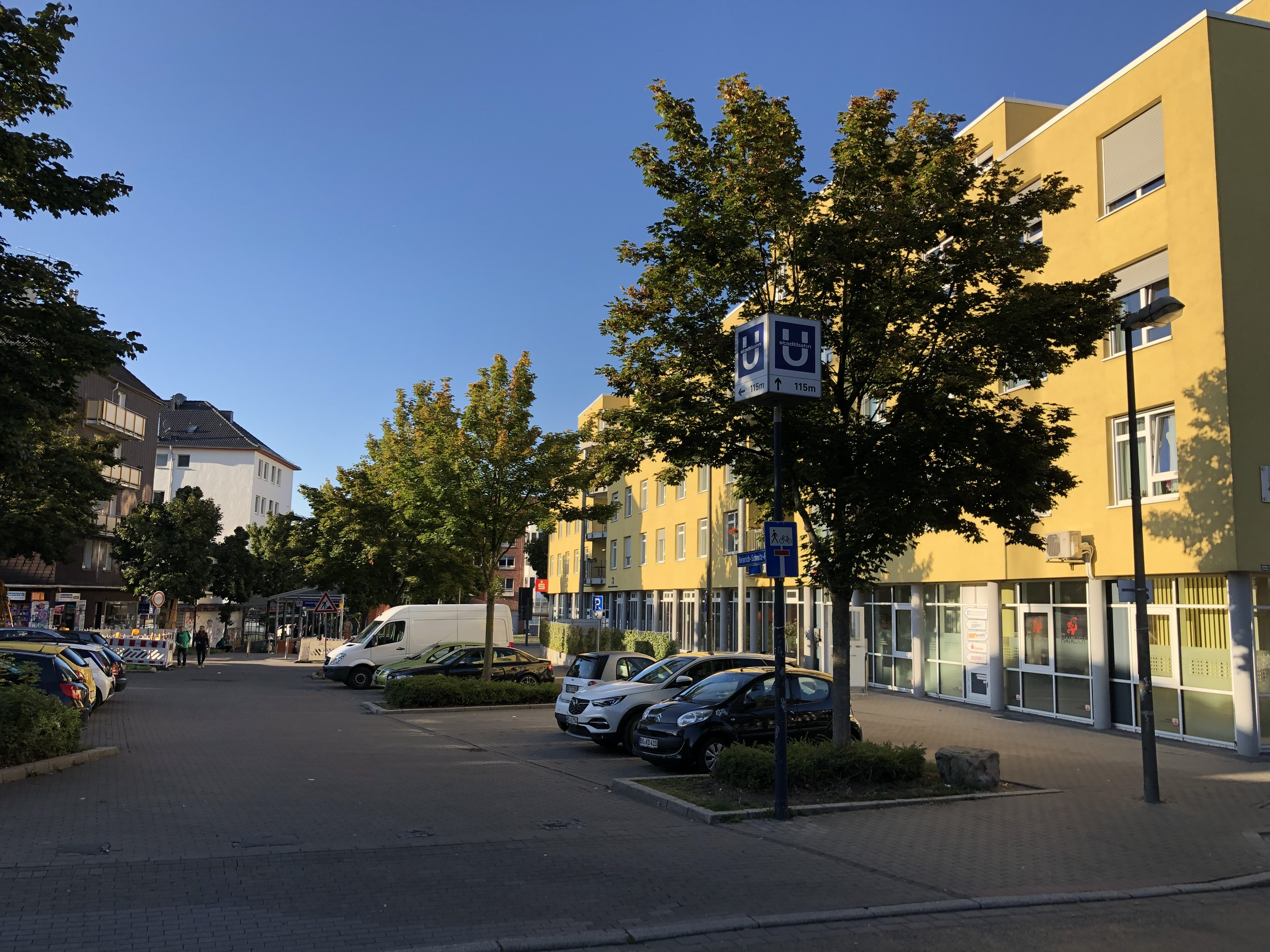
Heinrich-Schmitz-Platz von Süden

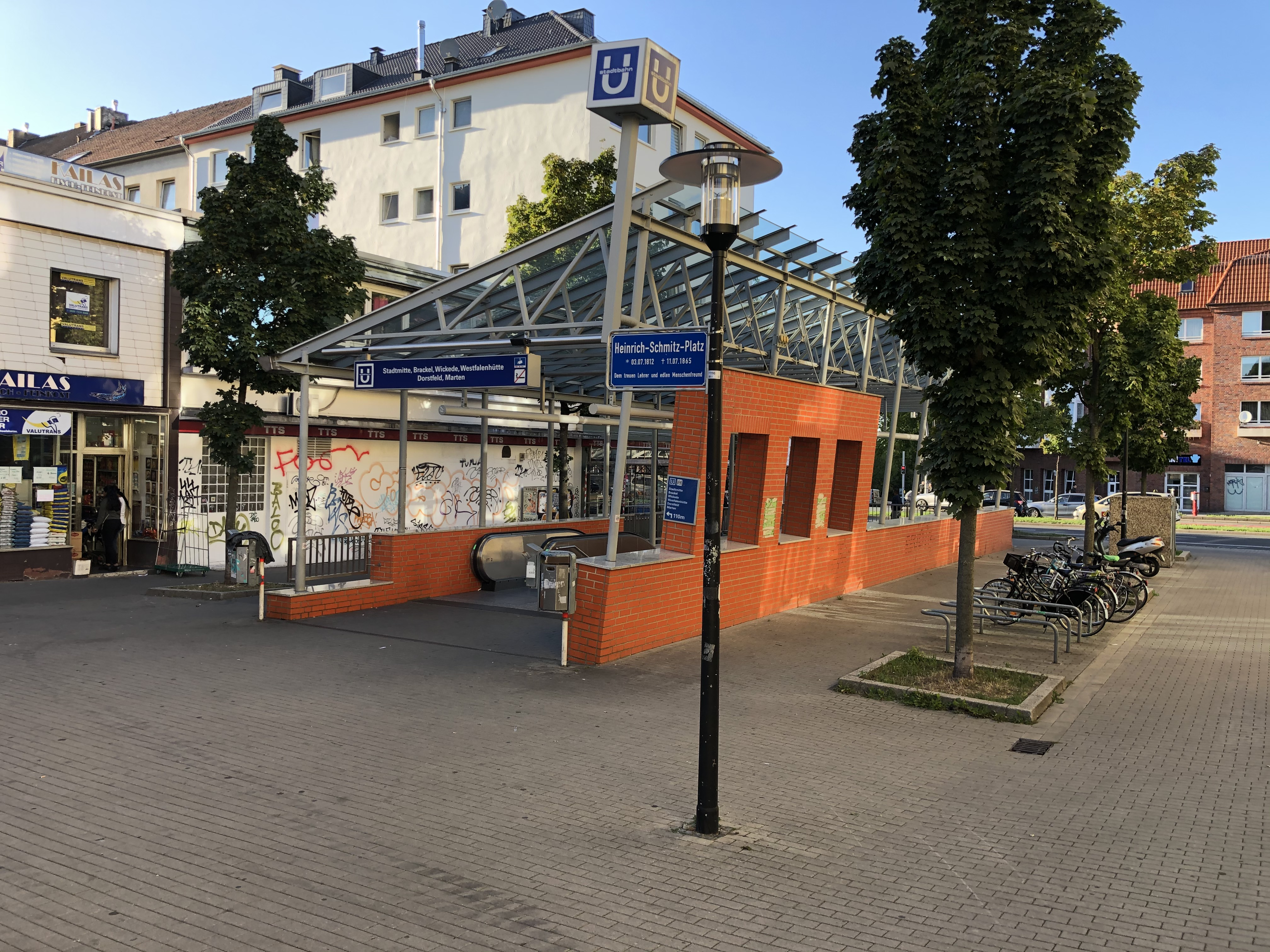
U-Bahn Station Unionstraße auf dem Heinrich-Schmitz-Platz

Der Heinrich-Schmitz-Platz ist ein Platz im Unionviertel in Dortmund.
Er befindet sich südlich der Rheinischen Straße am südlichen Ende der Unionstraße, nur wenige Meter vom Heinrich-Schmitz-Bildungszentrum entfernt. Der Platz wird geprägt von der U-Bahn-Haltestelle Unionstraße. Im Süden grenzt er an den Westpark an. Der Heinrich-Schmitz-Platz wurde 2014 nach dem Lehrer und Freimaurer Heinrich Schmitz (1812–1865) benannt. Auf dem Straßenschild heißt es: Heinrich-Schmidt-Platz, *03.07.1812 † 11.07.1865, Dem treuen Lehrer und edlem Menschenfreund. Unter dem Platz verläuft ein Ausläufer der Großstollenanlage Dortmund. Am Heinrich-Schmitz-Platz befindet sich eine Station zum Fahrradverleih von metropolradruhr. Seit 2022 kann man dort auch Lastenräder ausleihen.